# XXI століття до н. е.

## Правителі
- Поминальні храми фараона Ментухотепов;
- Розписи гробниць у Фівах.
- 2070-ті роки — Возз'єднання при 10-й династії Гераклеополя з Нижнім Єгиптом. Захоплення області Тіна.
- 2050-ті роки — Фараон 10-ї династії Мерикара.
- бл. 2050–1999 — Фараон 11-ї династії Ментухотеп II. Придушення заколотів. Будівництво храму в Дер-ал-Бахрі. Перемоги над навколишніми племенами. Походи у Синай і на південь Червоного моря.
- 2040 — Номархи Фів змінили фараонів Гераклеополя.
- 2035 (2133) — Об'єднання Єгипту під владою фараонів Фів з 11-ї династії.

## Месопотамія
- Падіння III династії Ура;
- Судебник Ур-Намму в Дворіччя;
- Новошумерські пам'ятники шумерської мови;
- «Царський список» у Шумері;
- Лагаш втрачає значення одного з найсильніших міст Шумера;
- 2095–2047 (2114–2066) — Цар Ура Шульги, син Урнамму. Закріплює владу над Дворіччям. Перемоги у гірських районах Еламу. Підпорядкування Ашшура. Підпорядкування Еламу.
- 2080 (2099) — Військова реформа Шульги. Створення піхоти, озброєної луками.
- Середина 21 століття — Правитель Ашшура Зарікум, підпорядковувався царю Ура Бурсіну.
- 2040-і роки (2060-ті роки) — Цар Ура Бур-Сін, син Шульги.
- Близько 2037 (бл. 2057) (4-й рік Шусіна) — Споруджена лінія укріплень проти амореїв.
- 2030-і роки (2050-ті роки) — Цар Ура Шу-Суен, наступник Бурсіна.
- 2029–2004 (2049–2024) — Цар Ура Іббі-Суен. Перемога над гірськими племенами. Боротьба з Еламу й амореями. Зведення стін навколо Ніппур і Ура. Початок повстань в Шумері. Амореї осідають в Марі.
- 2004 (2024) — Взяття Урука і Ура еламіти царя Кутернаххунте. Ур зруйнований, а цар Іббі-Суен поведений в гори Еламу.

## Інші регіони
- XXI століття — вторгнення в Егеїду мінійських (грецьких) племен (гіпотетичне датування).